# جوزيف باريل
جوزيف باريل (بالإنجليزية: Joseph Barrell)‏ هو جيولوجي أمريكي، ولد في 15 ديسمبر 1869، وتوفي في 4 مايو 1919.

## وصلات خارجية
- جوزيف باريل على موقع الموسوعة البريطانية (الإنجليزية)